# Do minore
La tonalità di Do minore (C minor, c-Moll) è incentrata sulla nota tonica Do. Si abbrevia Dom oppure, nel sistema anglosassone Cm.

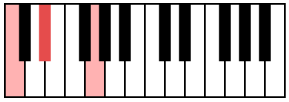
L'accordo di do minore (triade) è composto da Do - Mi♭ - Sol.

Per la scala minore naturale del do, si hanno:
 Do, Re, Mi♭, Fa, Sol, La♭, Si♭, Do. 
L'armatura di chiave è la seguente (tre bemolli):
```

Alterazioni
 (da sinistra a destra): 
si♭, mi♭, la♭.
```

Questa rappresentazione sul pentagramma coincide con quella della tonalità relativa Mi bemolle maggiore.